# إدي إدوارد
إدي إدوارد (20 سبتمبر 1988 بأوتاوا في كندا - ) هو لاعب كرة قدم كندي في مركز الدفاع. لعب مع نادي دالاس ونادي ادمونتون وPuerto Rico Islanders ‏ وKansas City Brass ‏ وأوتاوا فيوري ودي موين مانس ‏.

## وصلات خارجية
- إدي إدوارد على موقع الدوري الأمريكي (الإنجليزية)
- إدي إدوارد على موقع قاعدة بيانات كرة القدم.إي يو (الإنجليزية)
- إدي إدوارد على موقع Soccerway.com (الإنجليزية)